# Башага, Фатхи
Фатхи Башага (араб. فتحي باشاغا‎; род. 20 августа 1962, Мисурата) — ливийский политик и государственный деятель, ранее был министром внутренних дел в Правительстве национального единства Ливии. Премьер-министр Ливии оппозиционного кабинета в Тобруке с 10 февраля 2022 года.

## Биография
Родился 20 августа 1962 года в Мисурате. Имеет турецкое происхождение.
В 1984 году окончил авиационный колледж в Мисурате, в 1985 году стал тренером-пилотом и проработал им почти 10 лет.
В 1993 году покинул ВВС Ливии и занялся бизнесом.
С началом Гражданской войны в Ливии в 2011 году присоединился к повстанцам. В 2012 году стал членом группировки «Совет шуры Мисураты», участвовал в некоторых боевых операциях.
В 2013 году баллотировался на пост министра обороны Ливии, но не смог получить должность.
В 2014 году был избран Депутатом Палаты представителей Ливии от Мисураты. Призывал своих сторонников бойкотировать палату. В 2015 году назначен Главой Совета обороны. В октябре 2018 года стал министром внутренних дел в Правительстве национального единства Ливии. Находясь в должности министра Башага пытался реорганизовать полицию Ливии.
28 августа 2020 года снят с должности на фоне начавшихся в Триполи протестов, однако уже 3 сентября того же года вновь назначен министром внутренних дел.
25 марта 2021 года ушёл в отставку в связи с решением участвовать в Президентских выборах.
10 февраля 2022 года Палатой представителей Ливии назначен новым премьер-министром.
16 мая 2023 года базирующийся на востоке Ливии парламент отстранил Башагу от должности и возложил его обязанности на министра финансов Усаму Хамаду.

## Обвинения в участии в пытках в Тюрьме Митига
Бывший узник тюрьмы в Митиге Раджаб Макрахи, лишившийся глаза в тюрьме, после побега  обратился в Африканский суд по правам человека. Мужчина потребовал призвать к ответу  Фатхи Башагу, который, по утверждению Макрахи, якобы лично вырвал ему глаз.

## Смотрите также
- Тюрьма в Митиге
- Правительство национального единства Ливии